# Gare de Tiercé
La gare de Tiercé est une gare ferroviaire française de la ligne du Mans à Angers-Maître-École, située sur le territoire de la commune de Tiercé, dans le département de Maine-et-Loire, en région Pays de la Loire.
Elle est mise en service en 1863 par la compagnie des chemins de fer de l'Ouest. C'est aujourd'hui une halte ferroviaire de la Société nationale des chemins de fer français (SNCF), desservie par des trains TER Pays de la Loire circulant entre Le Mans et Angers-Saint-Laud.

## Situation ferroviaire

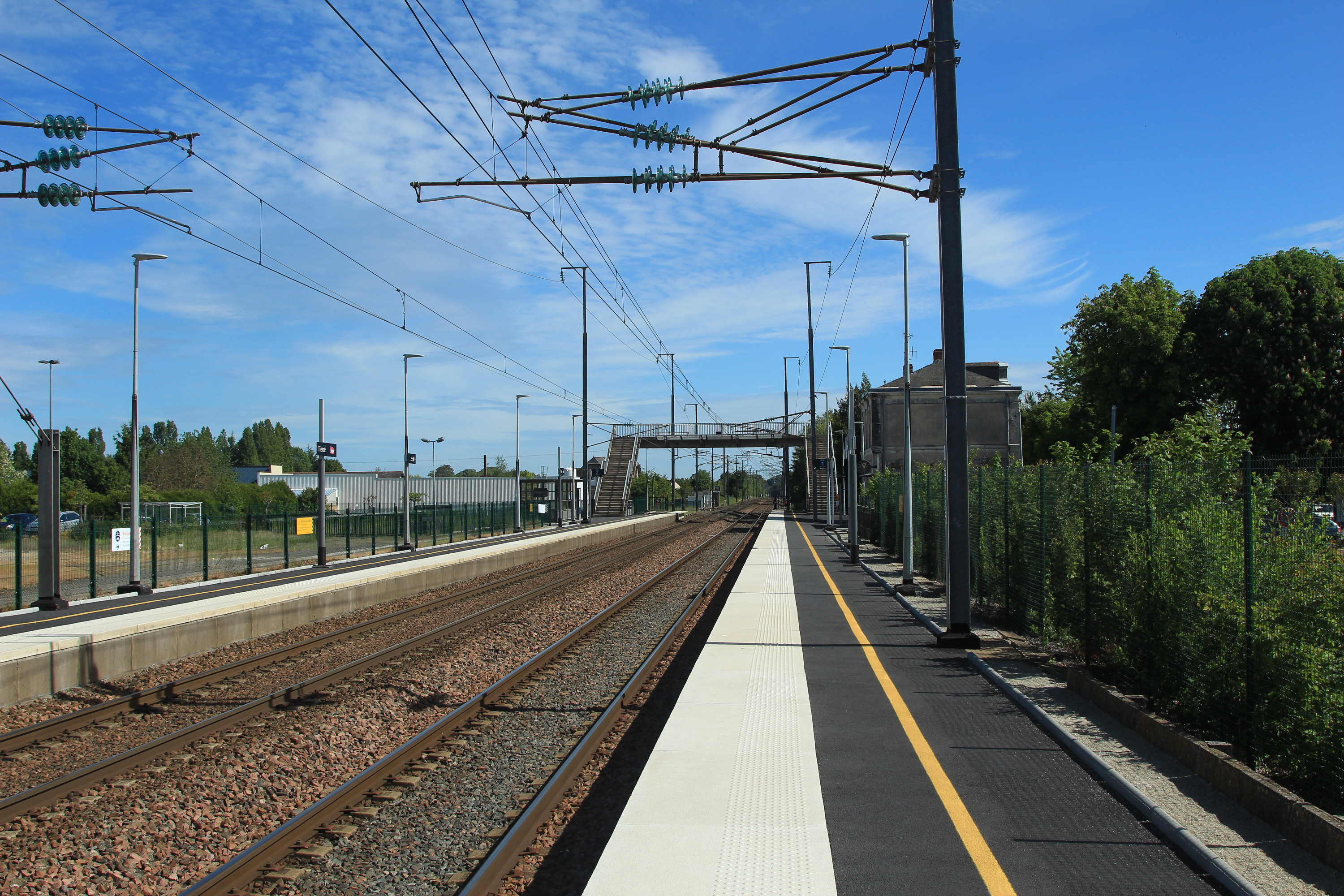
Vue des voies et quais en direction du Mans.

Établie à 32 mètres d'altitude, la gare de Tiercé est située au point kilométrique (PK) 287,672 de la ligne du Mans à Angers-Maître-École, entre les gares d'Étriché - Châteauneuf et du Vieux-Briollay.

## Histoire
La compagnie des chemins de fer de l'Ouest met en service la station de Tiercé le 7 décembre 1863 lors de l'ouverture du trafic sur la voie ferrée de Sablé à Angers. Le bâtiment voyageurs comporte un étage et trois portes en façade.

## Services voyageurs

### Accueil
Halte SNCF, c'est un point d'arrêt non géré (PANG) à entrée libre. Elle dispose d'abris de quai. En 2015, la région des Pays de la Loire promet que les abris de quai devraient être remplacés, avec l'aide du programme européen « Citizens rail » de développement des chemins de fer régionaux.

### Desserte
Tiercé est desservie par des trains TER Pays de la Loire circulant entre Le Mans et Angers-Saint-Laud.

### Intermodalité
Un parc pour les vélos est aménagé.

## Iconographie
- Tiercé - La Gare, éditions Brunel, Tiercé (CP d'avant 1910). Description : Intérieur de la gare, le bâtiment voyageurs et l'entrée de la gare.